# Letis confundens
Letis confundens är en fjärilsart som beskrevs av Walker 1858. Letis confundens ingår i släktet Letis och familjen nattflyn. Inga underarter finns listade i Catalogue of Life.